# Euro en Autriche
- États membres de la zone euro : 20 pays (Allemagne, Autriche, Belgique, Chypre, Croatie, Espagne, Estonie, Finlande, France, Grèce, Irlande, Italie, Lettonie, Lituanie, Luxembourg, Malte, Pays-Bas, Portugal, Slovaquie, Slovénie)
- Micro-États non membres de l'UE utilisant l'euro avec l'accord de l'UE : 4 pays (Andorre, Monaco, Saint-Marin et Vatican)
- États non membres de l'UE qui ont adopté l'euro unilatéralement : 2 pays (Kosovo et Monténégro)
- États membres de l'Union européenne (UE) qui ont rejoint le MCE II : 1 pays (Bulgarie)
- État membre de l'UE faisant partie du MCE II mais qui est exempté de l'obligation de rejoindre la zone euro (Danemark).
- États membres de l'UE qui ont l'obligation  de rejoindre la zone euro : 5 pays (Hongrie, Pologne, Roumanie, Suède et Tchéquie)

L'introduction de l'euro en Autriche a eu lieu le 1er janvier 1999 à la suite des décisions prises durant le Conseil européen du 3 mai 1998, en même temps que pour les dix autres premiers pays ayant adopté l'euro comme monnaie commune et sous forme scripturale (comptes bancaires, virements, chèques).
L'utilisation des billets et pièces entre en vigueur en même temps que pour ces autres pays et la Grèce, le 1er janvier 2002. L'adhésion de l’Autriche à l’Union européenne remonte au 1er janvier 1995. Avant l’adoption de l’euro, la monnaie autrichienne était le schilling.

## Adhésion à la zone euro
En 1991, le sommet de Maastricht fixe les conditions d'accès à l'union monétaire européenne.
Le schilling (code ISO 4217 : ATS) devient une subdivision de la nouvelle monnaie européenne, l'euro (code EUR), le 1er janvier 1999, à raison de 1 EUR = 13,760 3 ATS.
À la suite de l’introduction des billets et des pièces en euro, une période transitoire de deux mois a été instaurée en Autriche, durant laquelle le schilling et l’euro ont circulé simultanément. Cette phase de double circulation a pris fin le 1er mars 2002, date à laquelle l’euro est devenu la seule monnaie ayant cours légal dans le pays
Les billets et pièces restent toutefois échangeables à la Banque nationale d'Autriche sans limite de temps.

## Billets et pièces
En prévision de l’introduction de l’euro fiduciaire en janvier 2002, la Banque nationale d'Autriche orchestré une opération logistique d’envergure afin de garantir une transition sans heurts. Dès la fin de 2001, billets et pièces en euros ont été distribués aux banques, aux entreprises et aux commerces, permettant d’anticiper la mise en circulation au 1er janvier 2002.
Le 15 décembre 2001, l’Autriche a lancé ses kit de pièces en euros pour le grand public, contenant un assortiment de pièces en euros d’une valeur nominale de 14,54 euros (200 ATS), avec une production de 6 millions d’exemplaires. Des kits destinés au secteur des entreprises ont également été lancés dès le 1er septembre 2001, avec une valeur totale de 145,50 € chacun, en 750 mille unités.

## Opinion publique
Dans une enquête Eurobaromètre publiée en novembre 2018, l’Autriche affichait 76 % de personnes considérant l’euro comme « une bonne chose », soit l’un des taux les plus élevés de tous les pays de la zone euro.

### Référénces
1. ↑  « Conseil européen, 1998 »
2. ↑  « Taux de change schilling en euro » (consulté le 28 juillet 2025)
3. ↑  (en) « Austria and the euro » (consulté le 28 juillet 2025)
4. ↑  (en) « Échange de schilling en euro » (consulté le 28 juillet 2025)
5. ↑  (en) « Eurobaromètre: Le soutien à l'euro s'est stabilisé »